# 14950 Alexandradelbo
14950 Alexandradelbo eller 1996 BE2 är en asteroid i huvudbältet som upptäcktes den 18 januari 1996 av de båda japanska astronomerna Seiji Ueda och Hiroshi Kaneda i Kushiro. Den är uppkallad efter Alexandra Delbo.
Asteroiden har en diameter på ungefär 6 kilometer.